# Saint-Martin-du-Vivier
Saint-Martin-du-Vivier är en kommun i departementet Seine-Maritime i regionen Normandie i norra Frankrike. Kommunen ligger i kantonen Darnétal som tillhör arrondissementet Rouen. År 2022 hade Saint-Martin-du-Vivier 1 678 invånare.

## Befolkningsutveckling
Antalet invånare i kommunen Saint-Martin-du-Vivier
| Referens: INSEE |